# Airapus cheesmani
Airapus cheesmani är en skalbaggsart som beskrevs av Renaud Maurice Adrien Paulian 1939. Airapus cheesmani ingår i släktet Airapus och familjen Aphodiidae. Inga underarter finns listade i Catalogue of Life.